# Zafra pumila
Zafra pumila is een slakkensoort uit de familie van de Columbellidae. De wetenschappelijke naam van de soort is voor het eerst geldig gepubliceerd in 1858 door Dunker.

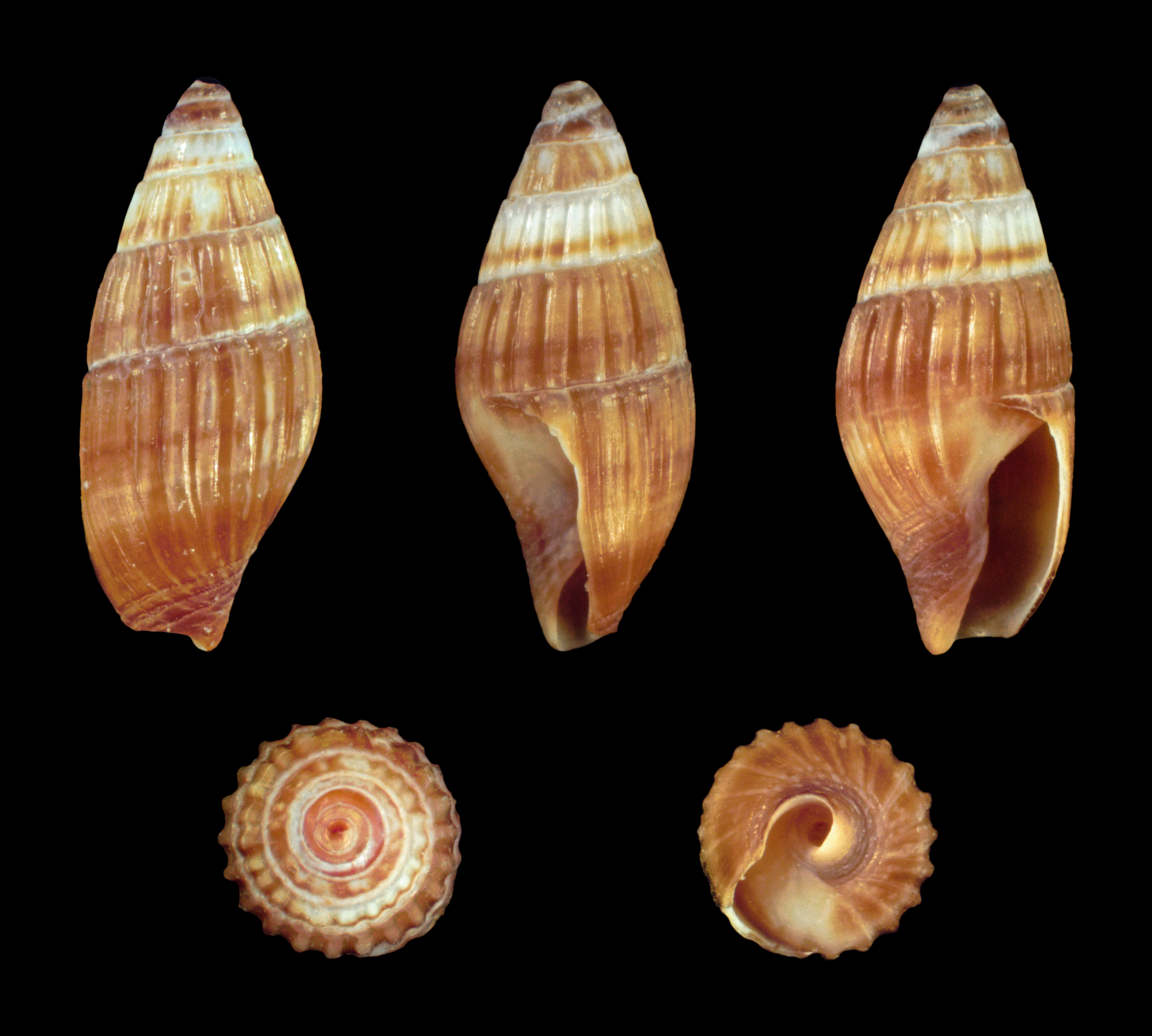
Zafra pumila forma minuscula (donker)
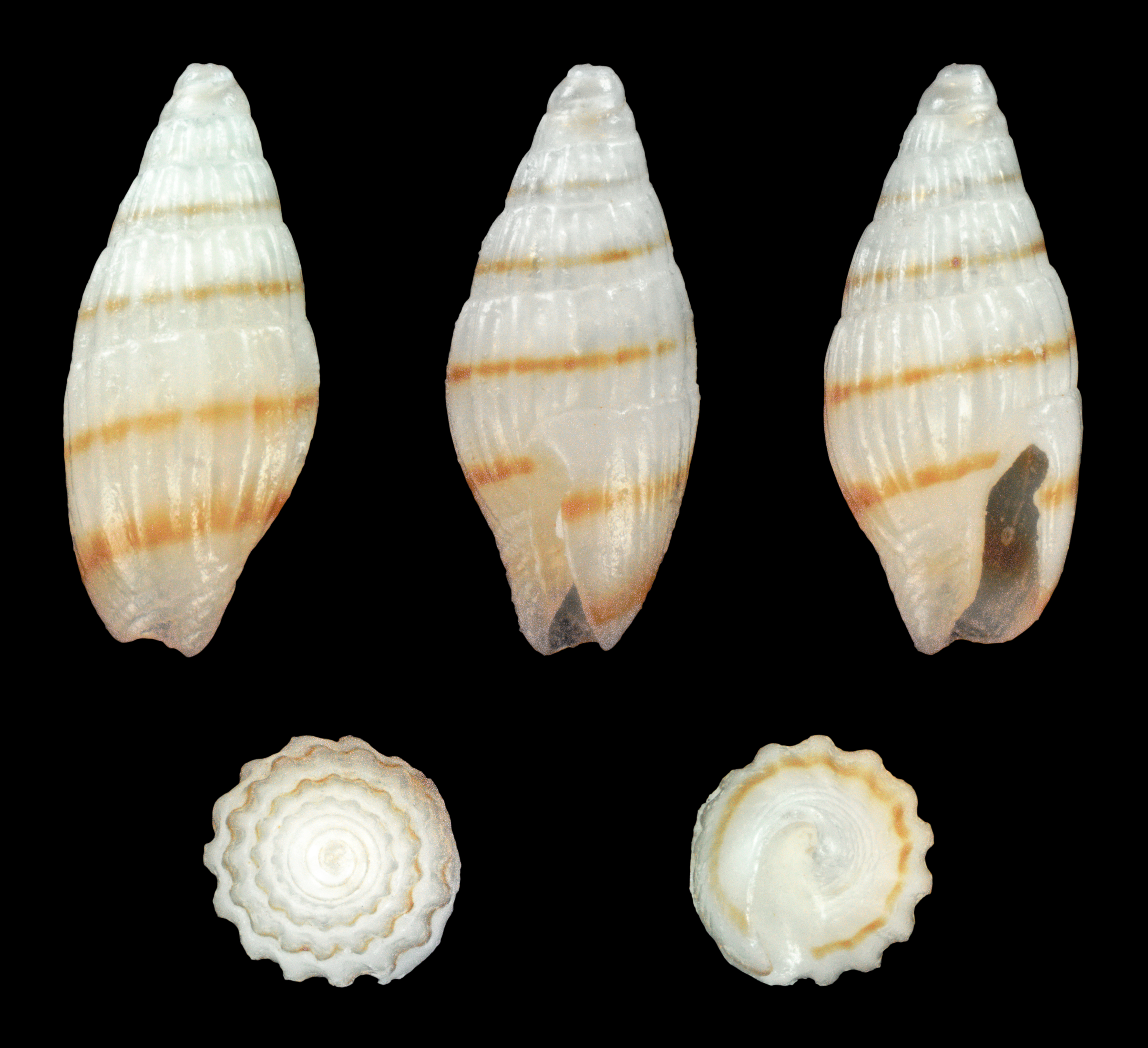
Zafra pumila forma minuscula (licht)